# Pál Tomori
Pál Tomori (Pécs, 1475 – Mohács, 29 agosto 1526) è stato un generale e arcivescovo cattolico ungherese, che ricoprì alti incarichi in seno al Regno d'Ungheria. Tra il 1512 e il 1514 fu ambasciatore a Costantinopoli, tra il 1514 e il 1518 ricoprì l’incarico di amministratore dei castelli di Făgăraș e Munkács, e nel 1518 divenne comandante del castello di Buda, Nel luglio del 1514 il Voivoda János Zápolyai lo incaricò di sedare la ribellione dei contadini capeggiata da György Dózsa, mandandolo a liberare la città di Bihar allora assediata dai ribelli. Alla metà dal 1520 entrò nell’Ordine dei Francescani presso il monastero di  Esztergom, dove visse come semplice monaco, ma quando nel 1523, in seguito alla guerra con l'Impero ottomano, Papa Adriano VI lo costrinse ad accettare la carica di Arcivescovo di Kalocsa nell'aprile dello stesso anno l’Assemblea dei nobili ungheresi lo designò Capitano generale e comandante militare del Regno. Guidò brillantemente la controffensiva ungherese, battendo i turchi in tre successivi combattimenti tra il 6 e il 7 agosto successivo. Perse la vita durante la  Battaglia di Mohács mentre cercava di radunare i soldati in ritirata per riorganizzarli.

## Biografia
Rampollo di una piccola famiglia nobiliare, nacque nel 1475  nella contea di Abaúj. Iniziò la sua carriera militare come un vassallo di János Bornemissza. In Transilvania servì come notaio, rappresentante del Tesoro, e Ispán di contea. Nel 1506 negoziò positivamente con gli abitanti della Transilvania di etnia  Szekely l’introduzione di una tassa sulla cottura dei buoi.
Nel 1512 Re Ladislao II lo mandò come ambasciatore a Costantinopoli, in quanto i turchi avevano incominciato ad invadere il regno, e dove rimase fino al 1514. Nel luglio di quello stesso anno il Voivoda János Zápolyai  lo incaricò di sedare la ribellione dei contadini capeggiata da György Dózsa, mandandolo a liberare la città di Bihar allora assediata dai ribelli. Sconfitti i ribelli, riuscì a catturare il loro capo Lőrinc Mészáros  e pose virtualmente fine alla rivolta. Tra il 1514 e il 1518 ricoprì l’incarico di amministratore dei castelli di Făgăraș e Munkács, e nel 1518 divenne comandante del castello di Buda.

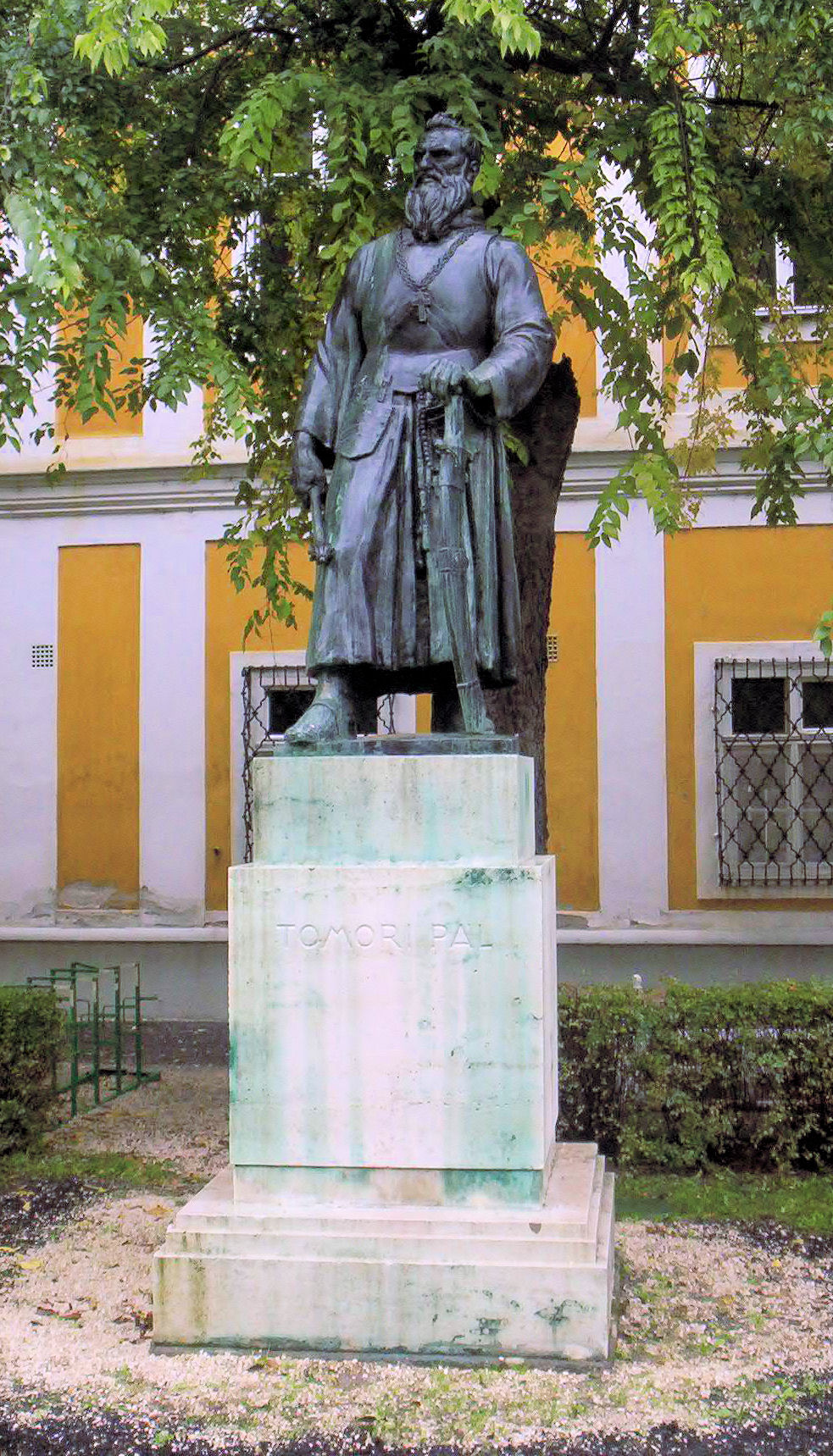
Statua di Pál Tomori a Kalocsa.

Alla metà dal 1520, per ragioni sconosciute, entrò nell’Ordine dei Francescani presso il monastero di  Esztergom, dove visse come semplice monaco. Quando nel 1521 scoppiò la guerra con l’Impero ottomano molti nobili videro in lui  la persona adatta ad assumere il comando dell’esercito, ma nonostante le ripetute richieste si rifiutò di tornare alla vita secolare. Su pressioni della corte d’Ungheria il 4 febbraio 1523 Papa Adriano VI lo costrinse ad accettare la carica di Arcivescovo di Kalocsa, e nel mese di aprile l’Assemblea dei nobili ungheresi lo designò Capitano generale e comandante militare del Regno.
Abile pianificatore e stratega si lanciò subito alla controffensiva nel settore meridionale, e nel luglio dello stesso anno lasciò Pétervárad per raggiungere la città di Rednak assediata da un esercito di 12000 soldati turchi al comando del bosniaco Ferhat Pascià. Tra il 6 e il 7 agosto sconfisse il nemico in tre successivi combattimenti a Nagyolaszi, Rednek e Szávaszentdemeter-Nagyolaszi, e subito dopo iniziò a rafforzare il dispositivo difensivo costituito da castelli disposti nei punti strategici. Protetto da queste fortezze continuò a respingere gli attacchi turchi, tanto che nel 1525 la situazione poteva dirsi stabile e gli ungheresi avrebbero potuto avanzare in territorio turco. Non esistevano piani in tal senso, e le ingenti spese militari non erano adeguatamente sostenute dai nobili e dal tesoro reale, tanto che egli vi destinò le entrate di un intero anno dell’arcidiocesi di Kalocsa e tutti gli aiuti economici ricevuti  dal Pontefice. Tali fondi non bastavano ed egli, pur di ottenere  dalla corte e dai nobili il denaro richiesto, minacciò più volte di dimettersi. Il 12 gennaio 1526 presentò le sue dimissioni e incominciò a negoziare accordi di pace con gli ambasciatori ottomani presenti a Buda, ma poco dopo il Sultano Solimano il Magnifico decise di invadere l’Ungheria e lui ritirò le proprie dimissioni riprendendo servizio attivo. Portatosi lungo il fiume Drava alla testa di 6000 soldati annientò i primi contingenti turchi il 24 agosto, ma poco dopo il Consiglio di guerra gli ordinò di riunirsi all’esercito principale sotto il diretto comando di Re Luigi II. Nonostante la sua contrarietà obbedì agli ordini raggiungendo l’esercito a Mohács.
Il 29 agosto trovò la morte nella seguente battaglia che terminò con la vittoria dell’esercito turco, e dove persero la vita anche il Re, l’arcivescovo di Esztergom László Szalkai e il conte György Szapolyai. Rimasto ucciso mentre tentava di radunare i soldati in fuga, la sua testa fu posta sulla punta di una lancia all'interno del campo turco.

### Annotazioni
1. ↑  Secondo alcuni storici rimase sconvolto dalla morte della fidanzata.
2. ↑  All'epoca l'Assemblea dei nobili non vedeva altri comandanti con le sue capacità che potessero contrastare validamente l'attacco turco.
3. ↑  Questa battaglia fu l'unica reale vittoria ungherese durante la guerra con i turchi del 1521-1526.

### Fonti
1. 1 2  Varjas, Horváth 1990, p. 568.
2. 1 2 3 4 5 6 7 8 9 10 11 12  Kálmán 1981, p. 339.
3. 1 2  Molnár 2001, p. 85.
4. ↑  Molnár 2001, p. 84.
5. ↑  Peters 2011, p. 19.
6. ↑  Peters 2011, p. 21.
7. ↑  Peters 2011, p. 20.
8. ↑  Peters 2011, p. 22.
9. ↑  Fichtner 2008, p. 31.